# Ripensia Timișoara
Maillots
Le Ripensia Timișoara est un club de football roumain basé à Timișoara. Disparu en 1948, il a été refondé par plusieurs personnalités locales en 2012 et est en lice, en 2016-2017, dans la troisième division (Ouest). Durant l'époque de l'entre-deux guerres, le club disputait ses matchs à domicile au Stadionul Electrica, tandis qu'il joue désormais au Stadionul Ciarda Roşie. Le Roumain Cosmin Petruescu est l'entraineur depuis juin 2020.

## Histoire
Fondé en 1928 par le Dr Cornel Lazare, ancien président du club voisin du Chinezul Timișoara et formé de joueurs provenant du Chinezul et d'autres clubs de la ville, le club ne participe au championnat national qu'à partir de 1932-1933 à cause de son statut professionnel. Il va remporter 4 titres de champions et 2 Coupes de Roumanie (et 2 finales perdues) en 7 saisons, avec 2 places de dauphins en 1934 et 1939. Le conflit mondial en Europe met un coup d'arrêt à ses succès sportifs.
Après la Seconde Guerre mondiale, le Ripensia doit repartir en deuxième division, à la suite de la réorganisation du club par le ministère des Sports et quelques soucis d'ordre financiers. En 1948, faute de soutien financier, le club disparaît.

## Palmarès
- Championnat de Roumanie
  - Vainqueur : 1933, 1935, 1936, 1938
  - Vice-champion : 1934, 1939

- Coupe de Roumanie
  - Vainqueur : 1934, 1936
  - Finaliste : 1935, 1937

## Grands noms
- Silviu Bindea
- Rudolf Bürger
- Gheorghe Ciolac
- Ștefan Dobay
- Nicolae Kovacs
- Ștefan Kovács
- Dumitru Pavlovici
- László Raffinsky
- Adalbert Marksteiner
- Alexandru Schwartz
- Nicolae Simatoc